# 约翰·布尔
约翰·萨姆特·布尔（John Sumter Bull，1934年9月25日—2008年8月11日），曾任美国海军少校、飞行员、战斗机飞行员、试飞员、机械和航空工程师，以及美国国家航空航天局宇航员。